# Leka (Norvège)
Pour les articles homonymes, voir Leka.
Leka est une commune norvégienne située dans le comté de Trøndelag. Elle fait partie de la région du Innherred.

## Géographie
La commune est située à l'extrémité nord du comté et s'étend sur un territoire de 110,23 km2 formé de l'île de Leka et des îlots avoisinants ainsi que d'une partie de l'île d'Austra à l'est.